# 查尔斯·劳顿
查尔斯·劳顿（英語：Charles Laughton，1899年7月1日—1962年12月15日），英国舞台剧和电影演员、剧作家、制作人，於1933年获得奥斯卡最佳男主角奖。他出生于英国，於1950年成为美国公民，其职业生涯开始于舞台剧，后来转向电影、电视、唱片和广播，均取得不错成绩。1962年，他录制的《The Story Teller》获得格莱美奖最佳诵读专辑奖。

## 生平
劳顿出生于英国斯卡伯勒，他的父亲是一家旅店的老板。1915年他中学以后父母送他去了一家酒店，这时第一次世界大战的战火正笼罩着整个欧洲。虽然他的父母希望他继承家业，但是劳顿志不在此。1917年他加入了军队，然后进入了西线。在那里劳顿亲身经历了战争的残酷，多年之后他都不愿意回忆起当年的往事。在战场上他遭受到了毒气弹的攻击，背部皮肤被灼伤而且导致他常年忍受咽喉疾病的折磨，这也危及了他早年的演艺事业。1919年退役之后他回到家里接手了父母的旅馆生意。
当他在医院中治疗中时，他重新燃起了对演艺事业的兴趣于是参加了业余爱好者组织的表演团体。27岁那年，家里人终于允许他进入皇家戏剧艺术学院学习。1926年他第一次以专业演员的身份走上舞台，在巴恩斯剧院（Barnes Theatre）表演一出喜剧《政府监察员》（The Government Inspector）。尽管从外形来说他不适合做主演，不过他巨大的天赋还是帮助他赢得了观众的好感。差不多就在这段时间，他开始出现在电影银幕上。1930年和1931年，他拍摄了两部早期的英国有声电影。
1931年在纽约的舞台上露面之后，他开始了自己的好莱坞生涯。1933年他回到英国拍摄了《亨利八世的私生活》，这部影片不仅帮助他本人获得了国际性的声誉和奥斯卡最佳男主角奖，而且还使得先前默默无闻的英国电影获得了人们的关注。1933年，劳顿放弃了自己的舞台事业，开始把全部精力都投入到电影之中。1935年，他在米高梅拍摄的电影帮助他赢得了一个奥斯卡最佳男主角提名。劳顿参与拍摄了希区柯克的最后一部英国电影《牙买加旅店》（Jamaica Inn），在这部影片中他试图把自己的小角色扩充成一个主角。后来两人在1947年又合作过电影《凄艳断肠花》，1950年劳顿获得了美国公民的身份。早在舞台剧时期，劳顿就曾经当过导演，于是他在1955年尝试着导演了自己的第一部电影《猎人之夜》，然而这部作品票房惨淡，劳顿从此以后再也没有导演过任何影片。不过，尽管当年的名声不佳，可是日后的评论家们却认为这是一部相当不错的影片，并且认为本片是主演罗伯特·米彻姆在职业生涯中最出色的表演。
1957年，劳顿因为影片《控方证人》而获得了另一个奥斯卡最佳男主角奖提名。在这部影片中他饰演一位疾病缠身的律师，本片中饰演他护士的正是他现实生活中的妻子埃尔莎·兰彻斯特。1962年12月15日，63岁的劳顿在经受了肾癌的长期折磨后终于撒手人寰。就在他去世的前一年，他还曾在奥托·普雷明格
的戏剧中出演一个政治家。
1929年劳顿迎娶了女演员埃尔莎·兰彻斯特并且两人白头偕老相伴终身。然而，兰彻斯特的自传中则说由于劳顿的性癖两人没有孩子，因而有人怀疑劳顿实际上是同性恋。然而，根据老友玛琳·奥哈拉（Maureen O'Hara）所说，这实际上是因为兰彻斯特年轻时曾经发生过流产所以导致不能生育。不过，劳顿的性取向实际上还是一个謎。

## 電影
- 1933年：《亨利八世的私生活》，主演 
  - 奧斯卡最佳男主角獎
- 1935年：《叛艦喋血記》，主演
  - 提名—奧斯卡最佳男主角獎
- 1947年：《凄艳断肠花（英语：The Paradine Case）》，演员
- 1955年：《獵人之夜》，导演
- 1957年：《控方证人》，主演
  - 提名—奧斯卡最佳男主角獎
  - 提名—金球獎最佳戲劇類電影男主角
  - 提名—英國電影學院獎最佳男主角
- 1960年：《萬夫莫敵》（Spartacus），演员
- 1962年：《建議與同意》
  - 提名—英國電影學院獎最佳男主角